# Hans von Wolffersdorff
Hans von Wolffersdorff, auch Hans (Johann) von Wolfersdorff, (* 9. September 1549 in Markersdorf; † 19. Mai 1610 in Dehlitz) war ein kursächsischer Beamter. Von 1583 bis 1586 war er Amtshauptmann des Amtes Schwarzenberg.

## Leben
Nach seiner Ausbildung trat Wolffersdorff in kursächsische Dienste, unter Kurfürst August wurde er Amtmann von Schwarzenberg und Grünhain. Nach Augusts Tod berief dessen Nachfolger Christian I. Wolffersdorff zum Oberküchenmeister, dieser verlegte seinen Wohnsitz daraufhin nach Dresden. Nach Christians Tod setzte ihn Friedrich Wilhelm I. 1594 als Amtshauptmann von Weißenfels ein und übertrug ihm auch die Leitung des Torgauer Hofs.
Wolffersdorff wird mit Schreiben vom 30. Januar 1607 aus Dresden mit der Untersuchung der Floßgrabenführung vom Elsterfloßgraben nach Leipzig beauftragt. Die Stadt Leipzig benötigte dringend mehr Brennholz für ihre steigende Bevölkerungszahl. Am 13. September war sein Bericht fertig und er sendete ihn nach Dresden. In diesem Schreiben unterbreitete er drei Trassenführungen des Floßgrabens und erläuterte auch Vor- und Nachteile. Auf seine Empfehlung hin wird der Floßgraben bei Stöntzsch abgezweigt und in die Pleiße vor Leipzig geführt.
Aufgrund einer Erkrankung legte er 1609 seine Ämter nieder und verstarb im darauffolgenden Jahr auf seinem im Jahr 1593 erworbenen Rittergut Dehlitz. Er wurde in der Kirche zu Dehlitz beerdigt, die er zu Lebzeiten beträchtlich vergrößern ließ. Dort befindet sich auch ein prachtvolles Epitaph für ihn. Dieses soll von seinem einzig überlebenden Sohn Gottfried von Wolffersdorff errichtet worden sein, für die Eltern, gefertigt 1613.